# Bruchophagus terrae
Bruchophagus terrae är en stekelart som först beskrevs av Girault 1929.  Bruchophagus terrae ingår i släktet Bruchophagus och familjen kragglanssteklar. Inga underarter finns listade.